# Tipula biaculeata
Tipula biaculeata är en tvåvingeart som beskrevs av Alexander 1949. Tipula biaculeata ingår i släktet Tipula och familjen storharkrankar. Inga underarter finns listade i Catalogue of Life.